# Echinogorgia granifera
Echinogorgia granifera is een zachte koraalsoort uit de familie Plexauridae. De koraalsoort komt uit het geslacht Echinogorgia. Echinogorgia granifera werd in 1816 voor het eerst wetenschappelijk beschreven door Lamarck. 